# Nanbu (Aomori)
Pour les articles homonymes, voir Nanbu.
Nanbu (南部町, Nanbu-chō) est un bourg situé dans le district de Sannohe (préfecture d'Aomori), au Japon.

## Géographie

### Démographie
Nanbu comptait 19 758 habitants lors du recensement du 1er mai 2014.